# 紅の静寂
「紅の静寂」（あかのせいじゃく）は、2006年2月8日に、ジェネオンエンタテインメントより発売された石田燿子の13作目となるシングル。
「紅の静寂」は、テレビアニメ『灼眼のシャナ』後期エンディングテーマとして起用された。また、本人のアルバム『Single Collection』に収録されている。カップリングは、「Grab the chance! 〜チャンスをつかめ!〜」である。

## 収録曲
（全作詞：石田燿子）
1. 紅の静寂
作曲・編曲：村上正芳
2. Grab the chance!〜チャンスをつかめ!〜
作曲：こーのさとし、編曲：丸尾稔
3. 紅の静寂（instrumental）
4. Grab the chance!〜チャンスをつかめ!〜（instrumental）